# Katekyō Hitman Reborn!
Katekyo Hitman Reborn! (jap. 家庭教師ヒットマンREBORN! Kateikyōshi Hittoman Ribōn!; Katekyō jest połączeniem dwóch japońskich słów Katei Kyōshi i oznacza „Korepetytor domowy") – manga napisana i zilustrowana przez Akirę Amano. Opowiada historię młodego chłopca nazywającego się Tsunayoshi Sawada, który zostaje wybrany na przyszłego przywódcę mafii – rodziny Vongola. Życie Tsuny zostaje wywrócone do góry nogami, gdy przed swoim drzwiami spotyka najlepszego z zabójców Rodziny Vongola - Reborna, który zostaje wysłany z Włoch do Japonii, aby przygotować chłopca do przyszłej funkcji w „rodzinie”.
Od 4 kwietnia 2004 roku pojedyncze rozdziały mangi były wydawane przez wydawnictwo Shūeisha w japońskim tygodniku Shūkan Shōnen Jump. Łącznie manga składa się z 42 tomów.
Wielka popularność mangi przyczyniła się do powstania anime na jej podstawie, które zostało stworzone przez studio Artland i wyemitowane przez TV Tokyo oraz Animax. Anime po raz pierwszy ukazało się 7 października 2006 roku, a ostatni odcinek wyemitowano 25 września 2010 roku.
KHR stał się jedną z najlepiej sprzedających się mang Shūkan Shōnen Jumpa w Japonii. Recenzenci wychwalali sceny komediowe oraz dziecięce charaktery postaci, później, gdy manga stała się brutalniejsza, zaczęto chwalić fabułę i sceny walk.

## Fabuła
Manga opowiada historię młodego chłopca nazywanego Tsunayoshi „Tsuna” Sawada, który zostaje wybrany na przyszłego przywódcę Rodziny Vongola, gdyż jego pra-pra-pra-pra-pradziadek był Pierwszym przywódcą Vongoli, który wyjechał do Japonii. Tsuna był klasowym pośmiewiskiem dopóki nie spotkał Reborna, najlepszego zabójcę wysłanego przez aktualnego „Dziewiątego” szefa Rodziny Vongola, aby przygotował go na stanowisko „Dziesiątego” (wł. „Decimo”), gdyż wszyscy inni kandydaci zmarli. Reborn postanowił przygotować swojego ucznia w dość nietypowy sposób, poprzez strzelanie do niego w krytycznych momentach „Kulami Ostatniej Woli”, które sprawiają, że osoba trafiona stara się wykonać zadanie wszystkimi dostępnymi siłami nie zważający na przeciwności losu. Wszystkie doświadczenia, które zdobywa podczas walki w trybie ostatniej woli sprawiają, iż „Dziesiąty” staje się coraz silniejszy i odważniejszy, co robi z niego coraz lepszego kandydata na stanowisko głowy Rodziny Vongola. W międzyczasie zakochuje się w Kyoko Sasagawa – jednej z najładniejszych dziewczyn w szkole średniej Namimori.
Jednak nie zawsze wszystko idzie po myśli młodego Vongoli, po pewnym czasie okazuje się, iż groźni przestępcy, którzy zbiegli z więzienia, podszywają się pod uczniów szkoły Kukuyo, a za cel biorą sobie przejęcie kontroli nad ciałem Tsuny. Po wygranej walce ze zbirami na Sawade nie czekał odpoczynek, do miasta przybyła Varia, elitarna grupa zabójców rodziny Vongola na czele z Xanxusem - synem „Dziewiątego”, który uważa się za lepszego kandydata na następnego przywódcę rodziny Vongola. Aby zdecydować który z nich ma zostać „Dziesiątym” zostają rozegrane specjalne sparingi o pierścienie Vongoli, w których naprzeciw wykwalifikowanym zabójcom staje grupka przyjaciół Tsuny, dzięki czemu stają się strażnikami. Po pokonaniu Varii „Dziesiąty” i jego przyjaciele zostają przeniesieni do przyszłości, w której muszą stawić czoła rodzinie Millefiore, która postanowiła zniszczyć Vongole i zabrać ich pierścienie. Na miejscu okazuje się, iż wszyscy Archobaleno zostali zabici, a Reborn z przeszłości jest ostatnim z nich. Młodzi strażnicy muszą pokonać Byakurana, który chce zdobyć boską władzę przez skompletowanie Tri-Ni-Set.
Po pokonaniu Byakurana przyjaciele wracają do swoich czasów, gdzie ma odbyć się oficjalna ceremonia, na której Tsuna zostanie „Dziesiątym” przywódcą Vongoli. Jednak ceremonia zostaje sabotowana przez rodzinę Shimon, która uważa Vongole za swoich największych wrogów. Według nich pierwszy Vongola „Primo” zabił pierwszego szefa rodziny Shimon, a następnie skradł moc pierścieni rodzinnych. Dzięki odzyskanej mocy niszczą pierścienie Vongoli, wysyłają Yamamoto do szpitala i porywają Chrome. Na szczęście mężczyzna nazywający się Talbot przybywa na ceremonię i proponuje swoją pomoc w ponownym stworzeniu pierścieni i naładowaniu ich mocą. Następnie wyruszają na wyspę, gdzie toczy się pojedynek pomiędzy dwoma rodzinami, przegrani członkowie zostają zabrani na zawsze do więzienia przez Vindice. Po zakończeniu kolejnych walk mają szanse ujrzenia kolejnych fragmentów wspomnień „Prima” i „Shimona”, dzięki czemu mają szanse dowiedzieć się co tak naprawdę zaszło między tymi dwoma rodzinami. Podczas walki Tsuna dowiaduje się, iż konflikt między przodkami nie jest jedynym powodem, przez który młody przywódca rodziny Shimon stanął do walki z nim. Enma okłamany przez jednego ze swoich strażników jest przekonany, iż ojciec Tsuny, Iemitsu, skazał jego rodziców oraz siostrę na śmierć.

## Bohaterowie
Historia Tsuny dzieje się na przestrzeni kilku lat dzięki czemu świat przedstawiony wciąż się rozrasta ukazując nam coraz więcej miejsc w rodzinnym mieście Namimori. Poprzez tak długi okres bohaterowie zmieniają się i dorastają, co wpływa na ich zachowanie, reakcję na otaczający świat czy kolejne wydarzenia wpływające na ich życie. Początkowo grupka dzieciaków zaczyna pomału zmieniać się w przyszły trzon rodziny Vongola, a kolejni bohaterowie przekonują się, iż Tsuna jest jedyną osobą, która może zostać „Dziesiątym” i poprowadzić tę rodzinę.

## Media

### Manga
Manga wymyślona i narysowana przez Akire Amano została po raz pierwszy opublikowana w czasopiśmie Shūkan Shōnen Jump 4 października 2004 roku. Zostały wydane 42 tomy. Manga została zauważona na świecie i 2 lata później została wydana w Północnej Ameryce przez Viz Media, Niemczech przez Tokyopop, Francji przez wydawnictwo Glénat, a następnie kilku innych krajach. W Polsce prawa do dystrybucji mangi nabyło wydawnictwo Waneko.
Oficjalny charakter book został nazwany Katekyō Hitman Reborn! Official Character Book Vongola 77 i został wydany 7 października 2007 roku w Japonii, w pierwszą rocznicę transmisji anime w TV. Książka bazuje na 77 wydarzeniach które były przedstawione w mandze od pojawienia się Reborna w domu Tsuny. Oprócz tego możemy tam odnaleźć kilka krótkich historii, które nie zostały zawarte w mandze i plakat narysowany przez Amano. 2 kwietnia 2010 został wydany pierwszy artbook o tytule Reborn Colore!.
| Nr | Język japoński      | Język japoński         | Język polski      | Język polski           |
| Nr | Data wydania        | ISBN                   | Data wydania      | ISBN                   |
| -- | ------------------- | ---------------------- | ----------------- | ---------------------- |
| 1  | 4 października 2004 | ISBN 978-4-08-873680-8 | 21 listopada 2024 | ISBN 978-83-8242-875-9 |
| 2  | 27 grudnia 2004     | ISBN 978-4-08-873699-0 | 21 listopada 2024 | ISBN 978-83-8242-875-9 |
| 3  | 4 marca 2005        | ISBN 978-4-08-873783-6 | 21 stycznia 2025  | ISBN 978-83-8242-876-6 |
| 4  | 2 maja 2005         | ISBN 978-4-08-873809-3 | 21 stycznia 2025  | ISBN 978-83-8242-876-6 |
| 5  | 4 lipca 2005        | ISBN 978-4-08-873831-4 | 21 marca 2025     | ISBN 978-83-8242-877-3 |
| 6  | 2 września 2005     | ISBN 978-4-08-873853-6 | 21 marca 2025     | ISBN 978-83-8242-877-3 |
| 7  | 2 grudnia 2005      | ISBN 978-4-08-873889-5 | 21 maja 2025      | ISBN 978-83-8242-878-0 |
| 8  | 3 lutego 2006       | ISBN 978-4-08-874020-1 | 21 maja 2025      | ISBN 978-83-8242-878-0 |
| 9  | 4 kwietnia 2006     | ISBN 978-4-08-874042-3 | 23 lipca 2025     | ISBN 978-83-8242-879-7 |
| 10 | 2 czerwca 2006      | ISBN 978-4-08-874110-9 | 23 lipca 2025     | ISBN 978-83-8242-879-7 |
| 11 | 4 sierpnia 2006     | ISBN 978-4-08-874142-0 | —                 |                        |
| 12 | 4 października 2006 | ISBN 978-4-08-874265-6 | —                 |                        |
| 13 | 4 stycznia 2007     | ISBN 978-4-08-874301-1 | —                 |                        |
| 14 | 2 marca 2007        | ISBN 978-4-08-874328-8 | —                 |                        |
| 15 | 2 maja 2007         | ISBN 978-4-08-874355-4 | —                 |                        |
| 16 | 3 sierpnia 2007     | ISBN 978-4-08-874401-8 | —                 |                        |
| 17 | 2 listopada 2007    | ISBN 978-4-08-874434-6 | —                 |                        |
| 18 | 4 lutego 2008       | ISBN 978-4-08-874476-6 | —                 |                        |
| 19 | 4 kwietnia 2008     | ISBN 978-4-08-874497-1 | —                 |                        |
| 20 | 4 czerwca 2008      | ISBN 978-4-08-874525-1 | —                 |                        |
| 21 | 4 września 2008     | ISBN 978-4-08-874565-7 | —                 |                        |
| 22 | 4 listopada 2008    | ISBN 978-4-08-874592-3 | —                 |                        |
| 23 | 4 lutego 2009       | ISBN 978-4-08-874630-2 | —                 |                        |
| 24 | 3 kwietnia 2009     | ISBN 978-4-08-874651-7 | —                 |                        |
| 25 | 3 lipca 2009        | ISBN 978-4-08-874701-9 | —                 |                        |
| 26 | 2 października 2009 | ISBN 978-4-08-874729-3 | —                 |                        |
| 27 | 4 grudnia 2009      | ISBN 978-4-08-874750-7 | —                 |                        |
| 28 | 4 marca 2010        | ISBN 978-4-08-870012-0 | —                 |                        |
| 29 | 30 kwietnia 2010    | ISBN 978-4-08-870034-2 | —                 |                        |
| 30 | 8 sierpnia 2010     | ISBN 978-4-08-870087-8 | —                 |                        |
| 31 | 4 października 2010 | ISBN 978-4-08-870112-7 | —                 |                        |
| 32 | 3 grudnia 2010      | ISBN 978-4-08-870146-2 | —                 |                        |
| 33 | 4 marca 2011        | ISBN 978-4-08-870187-5 | —                 |                        |
| 34 | 2 maja 2011         | ISBN 978-4-08-870220-9 | —                 |                        |
| 35 | 4 sierpnia 2011     | ISBN 978-4-08-870256-8 | —                 |                        |
| 36 | 4 października 2011 | ISBN 978-4-08-870256-8 | —                 |                        |
| 37 | 4 stycznia 2012     | ISBN 978-4-08-870314-5 | —                 |                        |
| 38 | 4 kwietnia 2012     | ISBN 978-4-08-870388-6 | —                 |                        |
| 39 | 4 czerwca 2012      | ISBN 978-4-08-870419-7 | —                 |                        |
| 40 | 4 września 2012     | ISBN 978-4-08-870479-1 | —                 |                        |
| 41 | 4 grudnia 2012      | ISBN 978-4-08-870517-0 | —                 |                        |
| 42 | 4 marca 2013        | ISBN 978-4-08-870552-1 | —                 |                        |

### Anime
Historia została przystosowana do wydania jako anime, trwa ono 203 odcinki i zostało wyprodukowane przez Artland (reżyser Kenichi Imaizumi). Pierwszy odcinek został wyemitowany 7 października 2006 r. w japońskiej sieci TV Tokyo, a ostatni 25 września 2010 roku. Mimo iż anime nie zostało dopuszczone do dystrybucji poza Japonią, Funimation w imieniu japońskiego prawa dostał pełnomocnictwo do usuwania fansubbów anime z internetu. Firma wysłała ostrzeżenia do grup fansubbowych, aby zaprzestały swojej działalności. 21 marca 2009 roku strona Crunchyroll rozpoczęła emitowanie anime z napisami w Ameryce Północnej. Nowe odcinki zostają udostępnione kilka godzin po wyświetleniu w Japonii.

### Albumy CD
Muzyka została skomponowana przez Toshihiko Sahashi. Piosenki zostały wydane jako pojedyncze soundtracki oraz jako cztery OST'y: Katekyō Hitman Reborn! Target 1 OST, został wydany 20 grudnia 2006. Drugi OST: Katekyō Hitman Reborn! Target 2 OST został wydany 18 kwietnia 2007 roku, a trzeci 20 listopada 2008 roku i zawierał 2 płyty CD z muzyką użytą w 78 odcinku anime. Najnowszy OST 4 został wydany 26 września 2010 roku. Poza standardowymi OST'ami Pony Canyon wydał dwie płyty „Katekyo Hitman Reborn! Opening & Ending Themes”, na których znajdowały się piosenki z openingów i endingów anime. Dodatkowo płyta zawierała piosenki pasujące do charakteru danych postaci np. Varii czy też Hayato Gokudery i Takeshi Yamamoto.

### Gry
Do tej pory powstało sześć gier opierających się na historii zawartej w mandze Katekyo Hitman Reborn. Pierwsza z nich Katekyo Hitman Reborn! DS - Shinuki Max! Vongola Carnival! została wydana 28 czerwca 2008 r. na Nintendo DS, następnie powstała seria trzech gier pod tytułem Katekyo Hitman Reborn Flame Rumble wydanych na Nintendo DS. Trzecia gra Katekyo Hitman Reborn DS: Fate of Heat, to gra przygodowa z elementami walki, został wydany na konsolę Nintendo DS.
Gra Katekyo Hitman Reborn! Dream Hyper Battle! została wydana na konsolę PlayStation 2 30 sierpnia 2007 roku oraz na konsolę Wii 10 stycznia 2008 roku, z jedną różnicą: w grze wydanej na konsolę Wii zostały dodane postacie walczący w sporze między Tsuną a Varią. Katekyo Hitman Reborn! Kindan nie Yami no Delta został wydany na Wii i PS2 została 20 listopada 2008 roku. Gra Katekyo Hitman Reborn! Nerae została wydana na PlayStation 2 w dniu 28 sierpnia 2008 r., ale w przeciwieństwie do innych gier jest to gra przygodowa. Inną grą na Nintendo DS była gra pt. Hitman Reborn! DS: Daishūgō Festival Mafia Vongola!, która została wydana w dniu 4 grudnia 2008 roku. W dniu 23 lipca 2009 r., gra Katekyo Hitman Reborn! DS Flame Rumble X została wydana na DS. Oprócz wymienionych gier zostały wydane dwie gry, uznawane za serię: Katekyo Hitman Reborn: Battle Arena oraz nowo wydany, Katekyo Hitman Reborn: Battle Arena 2 - Spirit Burst.
Oprócz tego postacie z Katekyo Hitman Reborn mogły być gościnnie wybrane w grze Jump Super Stars i Jump Ultimate Stars na Nintendo DS (Tsuna wspomagany przez Reborna).

### Radio
Od 10 września 2007 roku po każdym nowym odcinku, raz w tygodniu prowadzona jest audycja ReboRaji! Bucchake Ring Tournament prowadzona przez Hidekazu Ichinose (głos Hayato Gokudera), Suguru Inoue (głos Takeshi Yamamoto) i Rika Ishibashi (jako asystent). Ostatni odcinek Bucchake Ring Turniej został wyemitowany w dniu 30 czerwca 2008 roku, jednakże audycja została reaktywowana 21 lipca 2008 roku. Obecna nazwa audycji to ReboRaji! Bucchake Namimori Dong Dong, a jej gospodarzami są Hidekazu Ichinose, Suguru Inoue i Toshinobu Iida (głos Mukuro Rokudo).

### Powieści
Do tej pory zostały wydane na łamach Jump Square przez Shueisha trzy powieści napisane przez Hideakiego Koyasu i zilustrowane przez Akire Amano. Pierwsza z nich Hidden Bullet 1: Mukuro's Illusions opowiadała historię Mukuro, który przejął kontrolę nad Wyższą Szkołą Kuyoko i została wydana 12 marca 2007 roku. Druga Hidden Bullet 2: X-Fiamma przypomina historię syna „Dziewiątego” i szefa Varii - Xanxusa, została wydana 4 lutego 2008 roku. Trzecia powieść zatytułowana Hidden Bullet 3: Millefiore Panic skupia się na rodzinie Millefiore oraz poszczególnych członkach rodziny Vongola, została wydana 3 lipca 2009 roku.